# Христова скеля
«Христо́ва ске́ля» — газета Бучацької єпархії Української греко-католицької церкви.

## Історія
Заснована у січні 2003 р. Виходить раз на місяць. Наклад — 10300 примірників (у 2014). Розповсюджується у парафіях Бучацької єпархії. Свідоцтво про реєстрацію ТР №346.

## Редакція
Видавець — єпарх Бучацький Дмитро (Григорак). Редактор — о. Андрій Юськів, технічний редактор — о. Володимир Стадник. 

## Тематика
«Христова скеля» висвітлює релігійно-духовне й національне життя духовенства і мирян, питання історії церкви й України, мистецтва, просвіти, катехизації, вивченню Біблії і творів отців церкви, налагодженню міжконфесійного діалогу.